# Liga a II-a 2017-2018
Liga a II-a 2017-2018 a fost cel de-al 78-lea sezon al Ligii a II-a, a doua divizie a sistemului de fotbal românesc. Sezonul a început pe 5 august 2017 și s-a încheiat pe 2 iunie 2018. La sfârșitul sezonului, primele două echipe promovează în Liga I, iar ultimele cinci locuri retrogradează în Liga a III-a. Ocupanta locui trei va juca un baraj tur-retur cu ocupanta locului 12 din Liga I.
FC Dunărea Călărași a câștigat pentru prima oară în istorie campionatul, obținând astfel și prima participare în Liga I.

## Componența
La sfârșitul sezonului precedent, FC Brașov s-a desființat. Din Liga I au retrogradat două echipe: Pandurii Târgu Jiu și ASA Târgu Mureș.
Echipele care au reușit să promoveze din Liga a III-a au fost: Ripensia Timișoara, FC Argeș Pitești, FC Hermannstadt, CS Știința Miroslava și FC Metaloglobus București.
Sportul Snagov a fost scăpată de retrogradare datorită numărului insuficient de echipe înscrise în campionat.

### Cluburi
| Club                   | Oraș             | Stadion                     | Capacitate |
| ---------------------- | ---------------- | --------------------------- | ---------- |
| Academica              | Clinceni         | Clinceni Arena              | 1.000      |
| Afumați                | Afumați          | Stadionul Comunal           | 2.600      |
| Argeș Pitești          | Pitești          | Stadionul Nicolae Dobrin    | 15.000     |
| Balotești              | Balotești        | Stadionul Central           | 3.780      |
| Chindia Târgoviște     | Târgoviște       | Stadionul Eugen Popescu     | 10.000     |
| Dacia Unirea Brăila    | Brăila           | Stadionul Municipal         | 20.000     |
| Dunărea Călărași       | Călărași         | Stadionul Ion Comșa         | 6.000      |
| Foresta Suceava        | Suceava          | Stadionul Areni             | 12.500     |
| Hermannstadt           | Sibiu            | Stadionul Municipal         | 14.200     |
| Luceafărul Oradea      | Oradea           | Stadionul Iuliu Bodola      | 11.155     |
| Metaloglobus București | București        | Stadionul Metaloglobus      | 900        |
| Mioveni                | Mioveni          | Stadionul Orășenesc         | 10.000     |
| Olimpia Satu Mare      | Satu Mare        | Stadionul Olimpia           | 18.000     |
| Pandurii Târgu Jiu     | Târgu Jiu        | Stadionul Minerul           | 5.000      |
| Politehnica Timișoara  | Timișoara        | Stadionul Dan Păltinișanu   | 32.972     |
| Ripensia Timișoara     | Timișoara        | Stadionul Ciarda Roșie      | 1.000      |
| Sportul Snagov1        | Snagov           | Stadionul Voința            | 1.500      |
| Știința Miroslava      | Miroslava / Iași | Stadionul Emil Alexandrescu | 11.390     |
| Târgu Mureș            | Târgu Mureș      | Stadionul Trans-Sil         | 8.200      |
| UTA Arad               | Arad             | Stadionul Otto Greffner     | 1.380      |

1 Sportul Snagov este noua denumire a clubului Metalul Reșița.

### Clasament
| Poz | Echipa                    | MJ | V  | E  | Î  | GM | GP  | G   | Pct   | Promovare sau retrogradare   |
| --- | ------------------------- | -- | -- | -- | -- | -- | --- | --- | ----- | ---------------------------- |
| 1   | Dunărea Călărași          | 38 | 29 | 6  | 3  | 75 | 24  | +51 | 93    | Promovare în Liga I          |
| 2   | Hermannstadt              | 38 | 27 | 10 | 1  | 66 | 13  | +53 | 91    | Promovare în Liga I          |
| 3   | Chindia                   | 38 | 21 | 12 | 5  | 71 | 28  | +43 | 75    | Calificare în Baraj          |
| 4   | FC Argeș                  | 38 | 20 | 8  | 10 | 61 | 35  | +26 | 68    |                              |
| 5   | CS Afumați                | 38 | 20 | 8  | 10 | 53 | 32  | +21 | 68    |                              |
| 6   | Clinceni                  | 38 | 16 | 10 | 12 | 63 | 54  | +9  | 58    |                              |
| 7   | ASU Politehnica Timișoara | 38 | 18 | 6  | 14 | 55 | 43  | +12 | 0571  |                              |
| 8   | Luceafărul Oradea         | 38 | 15 | 8  | 15 | 65 | 59  | +6  | 53    |                              |
| 9   | CS Mioveni                | 38 | 14 | 10 | 14 | 54 | 46  | +8  | 52    |                              |
| 10  | Sportul Snagov            | 38 | 14 | 9  | 15 | 51 | 37  | +14 | 51    |                              |
| 11  | Ripensia                  | 38 | 13 | 9  | 16 | 72 | 58  | +14 | 48    |                              |
| 12  | UTA Arad                  | 37 | 11 | 11 | 15 | 60 | 55  | +5  | 44    |                              |
| 13  | CS Balotești              | 38 | 13 | 8  | 17 | 54 | 74  | −20 | 47    |                              |
| 14  | Pandurii                  | 38 | 9  | 15 | 14 | 49 | 57  | −8  | 42    |                              |
| 15  | Brăila                    | 38 | 11 | 8  | 19 | 70 | 72  | −2  | 41    |                              |
| 16  | Metaloglobus              | 38 | 11 | 8  | 19 | 38 | 55  | −17 | 41    | Retrogradare în Liga a III-a |
| 17  | Știința Miroslava         | 38 | 10 | 7  | 21 | 28 | 46  | −18 | 37    | Retrogradare în Liga a III-a |
| 18  | Foresta Suceava           | 38 | 10 | 3  | 25 | 35 | 106 | −71 | 33    | Retrogradare în Liga a III-a |
| 19  | ASA                       | 37 | 9  | 4  | 24 | 38 | 85  | −47 | 0312  | Retrogradare în Liga a III-a |
| 20  | Olimpia                   | 37 | 6  | 2  | 29 | 19 | 87  | −68 | 0−503 | Retrogradare în Liga a III-a |

Sursa: FRF
Reguli de clasare: 
1) puncte; 2) diferența de goluri; 3) goluri marcate.
POZ = Poziția în clasament; (C) = Campioană; (R) = Retrogradată; (P) = Promovată; (E) = Eliminată; (O) = Câștigătoare de play-off; (A) = Avansează în runda următoare. 
Aplicabil doar când sezonul nu este terminat: 
(Q) = Calificare în faza competiției indicată; (TQ) = Calificare în competiție, dar încă nu în faza indicată; (RQ) = Calificată în competiția de retrogradare indicată; (DQ) = Descalificată din competiție.

1 ASU Politehnica Timișoara a fost depunctată cu 3 puncte, pierzând meciul din 24 aprilie 2018 cu UTA Arad la masa verde, după ce s-a retras de pe teren.

2 ASA Târgu Mureș s-a retras din campionat din cauza problemelor financiare și a pierdut restul meciurilor la masa verde.

3 Olimpia Satu Mare este depunctată cu 70 de puncte din cauza problemelor finaciare și exclusă ulterior din campionat, pierzând celelalte meciuri rămase la masa verde.

## Baraj
După terminarea sezonului, ocupanta celui de-al treilea loc va juca un baraj tur-retur cu ocupanta locului 12 din prima divizie pentru a decide echipa care va juca în sezonul 2018-2019 al Ligii I.
| 9 iunie 2018TUR | FC Voluntari | 1-0 | Chindia Târgoviște | Voluntari                                         |  |
| 20:30           |              |     |                    | Stadion: Anghel Iordănescu Arbitru: Radu Petrescu |  |

| 13 iunie 2018RETUR        | Chindia Târgoviște            | 1-0 (0–3 d.l.d.)                   | FC Voluntari | Târgoviște                                    |  |
| 17:30                     | Denis Ciubotariu 68'          |                                    |              | Stadion: Eugen Popescu Arbitru: István Kovács |  |
|                           | Penalty-uri de departajare⁠(d) |                                    |              |                                               |  |
| Cherchez · Pencea · Neguț |                               | Cernat · Marinescu · Răuță · Leasă |              |                                               |  |